# Noni
A nonifa (Morinda citrifolia L., Syn.: Morinda bracteata Roxb.) egy növény a Morinda nemzetségből és a buzérfélék (Rubiaceae) családjából. A noni a nonifa gyümölcse. Az angol nyelvben ismert a triviális neve "Indian mulberry", néha "Indian mulberry cserje".

## Leírás

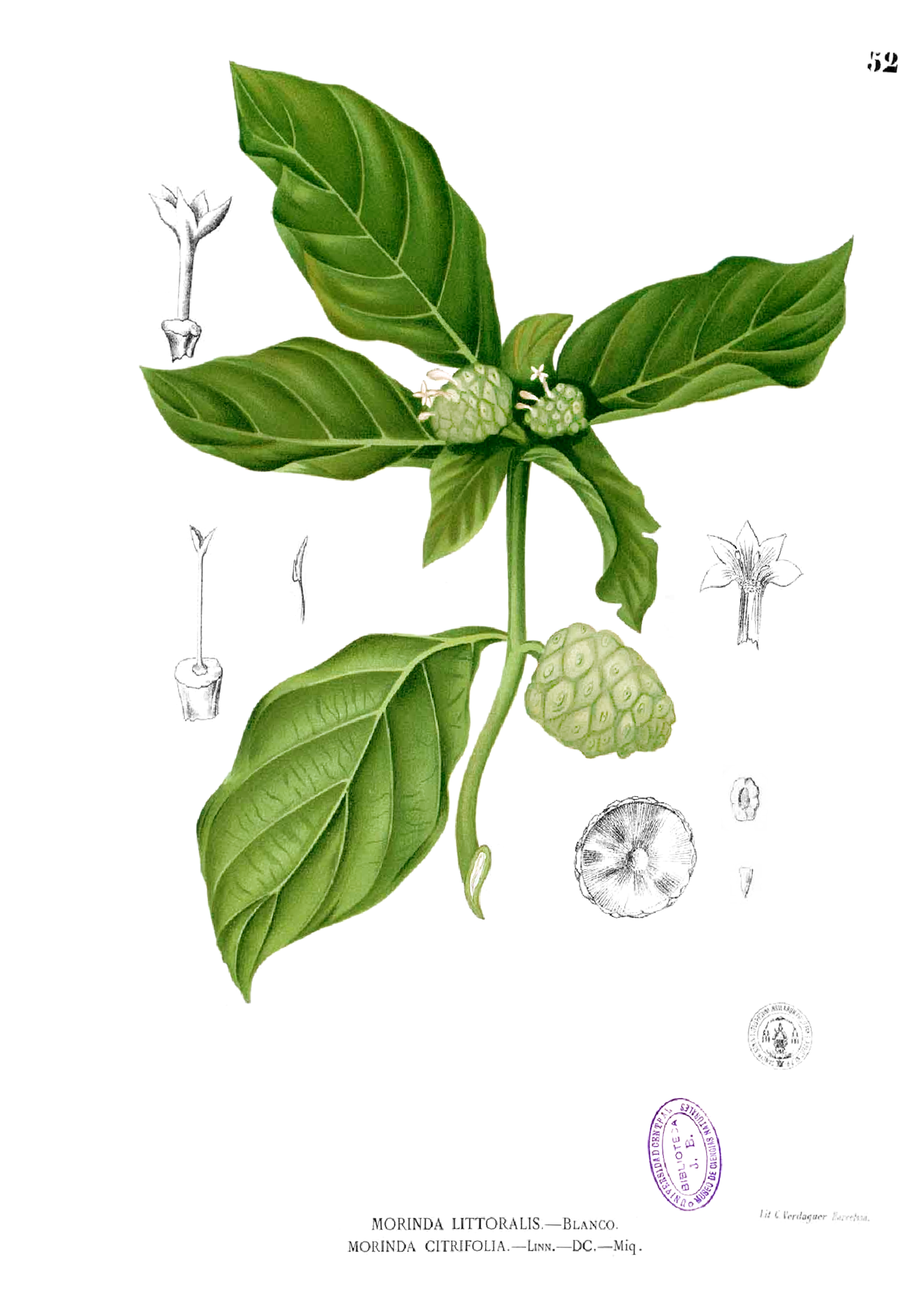
Illusztráció

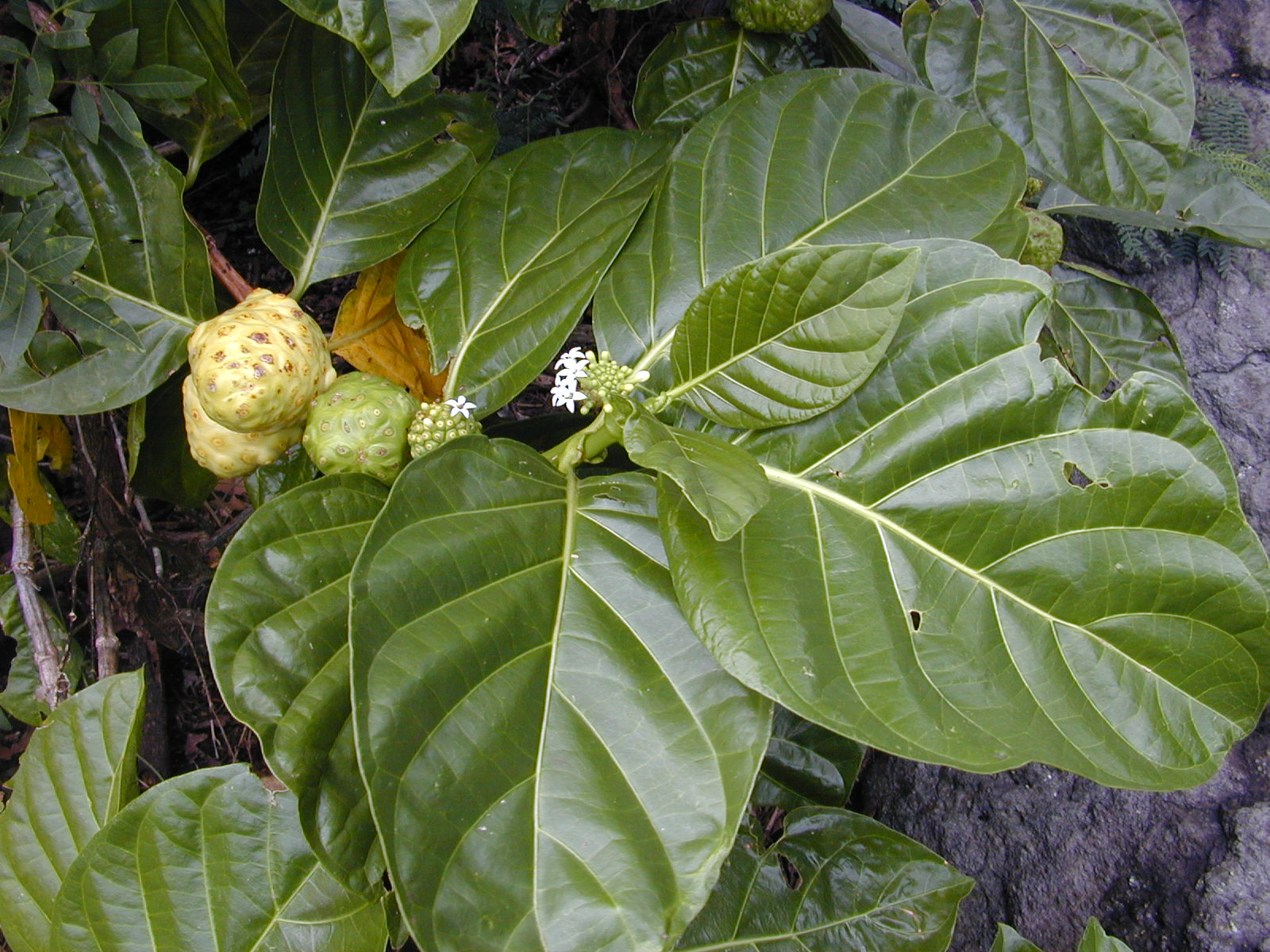
Ág, levél, virágzat, gyümölcsök

A noni egy fafajta. A folyton növő levelei egyszerűek. A levelein pálha is található.
A hermafrodita virágok fehérek. A szirmok cső formájúak. Csak egy porzó található. A két termő alul összenő.
A noni egy gyümölcs a csonthéjasok családjából, tyúktojás méretű. Az érett gyümölcs íze és illata hasonlít a Gorgonzola sajtra, csak erősebb. Sokan tartják az illatát és az ízét kellemetlennek.
A kromoszómák száma 2n = 44.

## Elterjedése és termesztési területei
A Morinda citrifolia eredetileg valószínűleg Queenslandben, Ausztráliában volt őshonos. Onnan már gyorsan elterjedt az Indiai-óceánon, valamint a polinéz szigetvilágban. Polinéz tengerészek hozták több mint 2000 évvel ezelőtt Hawaiira, ahol "noni" név alatt ismertté vált. Manapság megtalálható Közép-Amerika, Nyugat-India és Madagaszkár számos part menti régiójában.

## Az értékesítése
A nonit főleg gyümölcslé, juice formájában hozzák forgalomba, sokszor network marketing, más néven hálózati értékesítési módszerrel. A fogyasztás mellett felhozott érvként, sokszor áltudományos, egészséget támogató tulajdonságokkal ruházzák fel.

### A jogi helyzet az EU-ban
A nonitermékek új típusú élelmiszereknek minősülnek, amelyek a Novel-Food rendelet szerint engedélykötelesek. Ez után a gyártónak vagy a forgalmazónak bizonyítania kell, hogy az új európai piacra hozott élelmiszeripari termék semmilyen veszélyt nem jelent a fogyasztókra. Ez csak a termék veszélytelenségét  foglalja magában, de nem bizonyítja az egészségre gyakorolt pozitív hatását. 2001-ben a német Bundesinstitut für Arzneimittel und Medizinprodukte a hatástalanságára hivatkozva betiltotta a noni gyümölcslevet. Az Európai Bizottság végül 2003-ban engedélyezte a noni juice (a Morinda citrifolia gyümölcséből készült lé) forgalomba hozását. Ezek feltételei voltak többek között a pasztörizálás és a lemondás arról, hogy hirdetésekben egészségjavító hatásokat tulajdonítsanak a terméknek. A termékek címkéjén vagy az összetételek között a 2000/13/EG rendelet értelmében kötelező feltüntetni, hogy a termék "noni juice" vagy "gyümölcslé Morinda citrifoliából".
Még a noni juice vagy "tahiti noni" élelmiszerként való engedélyezése után is tilos bármilyen egészségre utaló vagy bizonyos betegségek tüneteit enyhítő kinyilatkoztatás, az élelmiszerekre vonatkozó törvény értelmében, nem bizonyított hatás okán. Valamint ez az engedély csak az abban feltüntetett termékekre vonatkozik. Más nonitermékek, más gyártóktól külön engedélyeztetési eljárás alá esnek. Az EU által jóváhagyott noni juice termékek listája folyamatosan frissül, és a Bizottság honlapján megtekinthető.

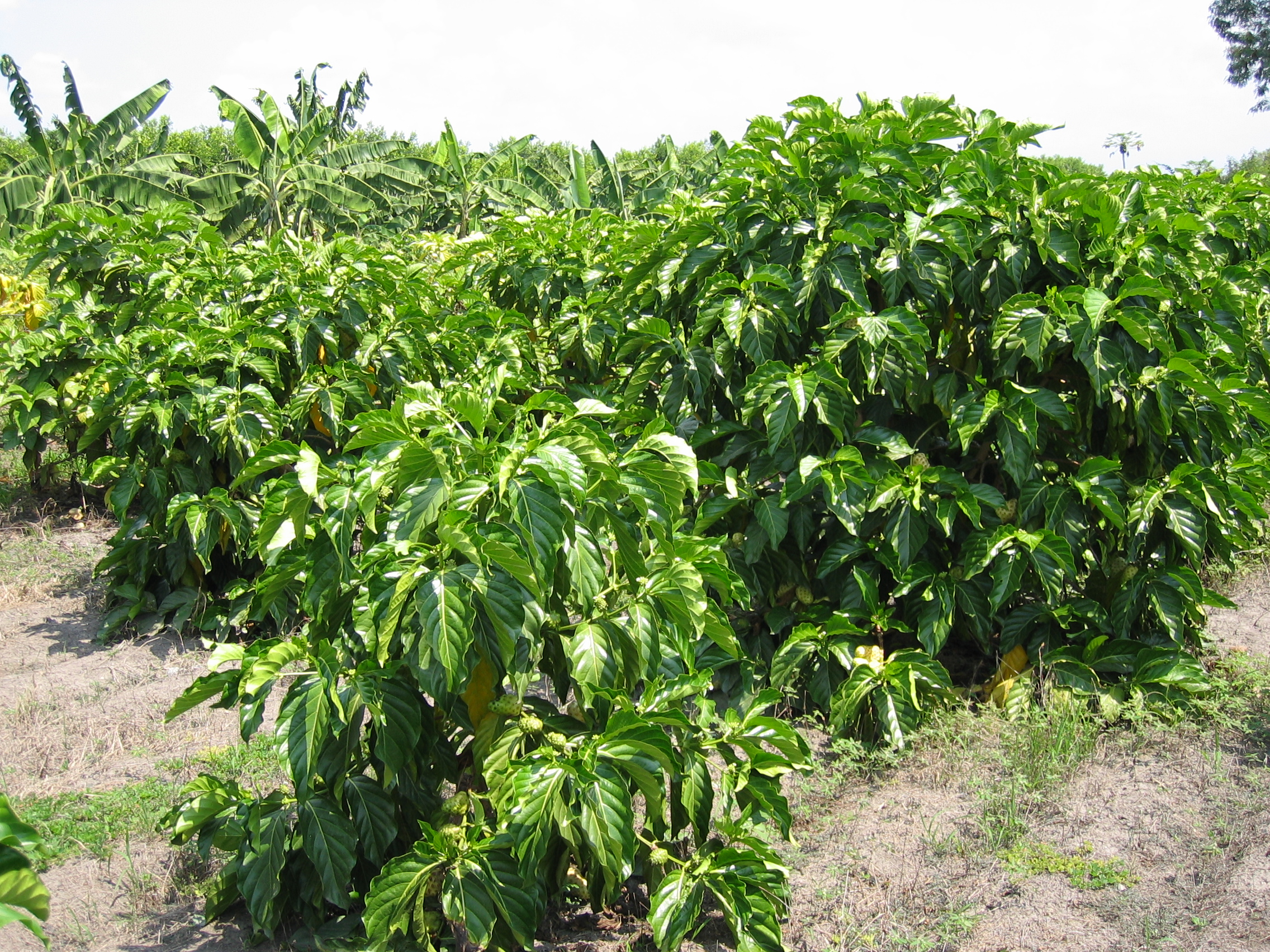
Morinda citrifolia ültetvény

2008 óta a nonilevél is jóváhagyott élelmiszer (Novel-Food). 2010 április 21-én az Európai Bizottság a nonipürét és a nonikoncentrátumot is a Novel-Food kategóriába sorolta.
Az EU Health-Claims rendelete értelmében egy élelmiszernek kizárólag csak akkor szabad egészséges hatást tulajdonítani, mint például "erősíti a szervezet ellenálló-képességét", vagy "csökkenti a koleszterinszintet", vagy "támogatja az ízületek működését", ha az mint jogalap (claim) a közösségi nyilvántartásban szerepel, és ez által mint élelmiszer vagy mint élelmiszerkoncentrátum engedélyezett.

## Egészségre gyakorolt hatás
A nonilének a rajongói számos gyógyító és egészséget támogató hatást tulajdonítanak. Ezért egy bizonyos xeronin nevű hatóanyag lenne a felelős. Ez azonban a gyógyszerészeti és egészségügyi tudomány számára ismeretlen. A noni alkalmazási területe igen széles, a cukorbetegségtől és az ízületi gyulladástól a depresszión és a túlsúlyon át a rákig terjed.
Valójában az állított hatásokra nincs semmilyen tudományos bizonyíték. A nonitermékek betegségek kezelésében való alkalmazásához egy olyan engedély lenne szükséges, ami csak a gyógyszereknek van. Ez az Európai Unióban egyetlen fenti hatásra sem létezik.
Az USA élelmiszeripari és gyógyszeripari hatósága az FDA már többször figyelmeztetett cégeket, amelyek a nonival kapcsolatban gyógyító vagy egészséget támogató hatásokkal hirdettek.  Az ilyen reklámozás nem megengedett, mivel az Egyesült Államokban a nonitermékek nem gyógyszerként vannak engedélyezve.
Az osztrák tesztmagazin, a Konsument számolt be 2005-ben három súlyos májgyulladásos esetről, amelyeket noni juice fogyasztás okozhatott. Ezt a jelentést a gyártó cég kifogásolta, és különböző okokra hivatkozott, ami miatt a nonilé nem lehetett felelős a májkárosodásért.
A 2003-ban az EU Scientific Committee on Foods (SCF) által kiadott biztonsági bizonyítvány kiegészítéseként az osztrák egészségügyi és táplálkozásbiztonsági ügynökség (AGES) kiadott egy saját vizsgálati jelentést, amely tagadja az összefüggést a tahiti noni fogyasztása és a májkárosodás között („a nevezett termék fogyasztása miatt májkárosító hatás  a jelenlegi ismereteink szerint nem igazolható”).
A két tudományos publikáció 2005-ből három esetet ír le, ahol összefüggés lehet az akut májgyulladás (hepatitis) és a noni fogyasztása között. Ezen publikációk hatására a francia élelmiszerügyi hivatal, a  Agence française de sécurité sanitaire (AFSSA) 2005 októberében kiadott egy figyelmeztetést a fogyasztók védelmében, amelyben nem ajánlja napi 30 ml-nél több nonilé fogyasztását. Németországban a Bundesinstitut für Risikobewertung (BfR) 2006 elején vizsgált egy májgyulladásos esetet, ahol összefüggés lehetett a noni juice fogyasztásával.
Az Európai élelmiszer-biztonsági hatóság (EFSA) egy vizsgálati eljárást kezdeményezett, hogy a fellépő esetek miatt, az élelmiszerbiztonság érdekében szükséges-e egy új vizsgálat a nonitermékekkel kapcsolatban. A 2006. szeptember 6-án megjelent vizsgálati jelentés kimondta, hogy a tahiti noni juice fogyasztása biztonságos („On the basis of the available toxicological information [...] the Panel considers it unlikely that consumption of noni juice, at the observed levels of intake, induces adverse human liver effects.“). Kihangsúlyozta, hogy a vizsgálat csak a lehetséges májkárosodáshoz kapcsolódott, és nem tartalmaz semmilyen kijelentést a termék orvosi hatékonyságával kapcsolatban. Ennek ellenére az EFSA-jelentés közzététele után is voltak esetek, amikor a májkárosodás és a nonifogyasztás között összefüggés lehetett.

## Végkövetkeztetés
Az EU élelmiszertudományi testületének 2002 decemberében kiadott írásában kijelenti, hogy a noni fogyasztása az ajánlott mértékben elfogadható, de azt is leszögezi, hogy nem bizonyítható semmiféle különleges egészségtámogató hatás más gyümölcslevekhez képest. Az EU ezen nyilatkozatához csatlakozott a svájci egészségügyi hivatal is, így Svájcban is tilos bárminemű kijelentés tenni a noni és az egészség kapcsolatában. Gyógyító hatást tulajdonítani a nonitermékeknek mind az EU-ban, mind Svájcban tilos.

## További alkalmazása
A kelmefestők a nonifa gyökerével színezik vörösre a hagyományos timori szövetet, a taist).

## Fordítás
- Ez a szócikk részben vagy egészben  a   Morinda citrifolia című angol Wikipédia-szócikk ezen változatának fordításán alapul.  Az eredeti cikk szerkesztőit annak laptörténete sorolja fel. Ez a jelzés csupán a megfogalmazás eredetét és a szerzői jogokat jelzi, nem szolgál a cikkben szereplő információk forrásmegjelöléseként.